# سی‌آی‌تی
سی‌آی‌تی (به انگلیسی: CIT) شرکت هلدینگ بانک و خدمات مالی آمریکایی است، که در زمینه ارائه خدمات بانکداری خرد، بانکداری شرکتی، آنالیز بازارهای مالی، سرمایه‌گذاری املاک و مستغلات، لیزینگ هواپیما، لوکوموتیو و اتومبیل، مدیریت ثروت و ارائه وام‌های درجه دو فعالیت می‌نماید.
شرکت سی‌آی‌تی در سال ۱۹۰۸ توسط تری ایتلسن، در شهر سنت لوئیس ایالت میزوری و تحت نام کامرشال اینوستمنت تراست، (به انگلیسی: Commercial Investment Trust) (به‌اختصار: سی‌آی‌تی) راه‌اندازی شد و در حال حاضر دارای عملیات در آمریکای شمالی، اروپا، آمریکای لاتین و آسیا می‌باشد.
شعبه مرکزی این بانک در شهر نیویورک، ایالات متحده آمریکا قرار دارد و بخشی از سهام آن در بازار بورس نیویورک معامله می‌شود.